# Hemming de Turku
O Beato Hemming de Turku (ou Hemming de Åbo; 1290 – 1366) foi um clérigo católico romano sueco que serviu como bispo na Finlândia. Foi bispo de Turku por 28 anos, desenvolvendo sua diocese, e amigo íntimo de Santa Brígida da Suécia. Seu culto foi reconhecido pela Santa Sé, mas a Reforma impediu a canonização.

## Biografia
Hemming nasceu na paróquia de Bälinge, perto de Uppsala, onde herdou uma fazenda. Ele era de uma família de cavaleiros, mas não se conhece muitos sobre eles. Aparentemente, Hemming começou seus estudos na Escola da Catedral de Uppsala e os continuou na Universidade de Paris. Seus estudos teológicos foram dirigidos por Maître Pierre Roger, que mais tarde se tornou o Papa Clemente VI.
Em 1329, ou antes, tornou-se cônego da catedral de Åbo, ou Turku, nas Österland; isso pode ter sido associado ao cargo de Pároco de Kemiö. A mudança de Hemming para a Diocese de Turku deveu-se à influência do Bispo Bengt (Benedictus), que veio da mesma região da Suécia; não se sabe se Hemming teve qualquer ligação anterior com a Finlândia. Após a morte do Bispo Bengt, o Capítulo da Catedral elegeu por aclamação Hemming como Bispo em novembro de 1338. Ele foi consagrado bispo em Estocolmo, provavelmente em novembro de 1339.

### Episcopado
Em 1340, ele estabeleceu o cargo de Deão da Catedral de Turku; o titular residia permanentemente em Turku e auxiliava o bispo na liderança da diocese. Como o bispo não possuía residência urbana em Turku, Hemming adquiriu a propriedade de Kairinen, que ficava na direção de Kaarina, mas muito próxima da catedral. Para financiar os reparos da Catedral de Turku, que sofreu um incêndio em 1318, obteve cartas de indulgência do Papa e, em 1353, permissão para transferir um terço dos dízimos arrecadados pelas igrejas paroquiais para a catedral. Hemming mandou construir um novo presbitério para a catedral e os primeiros altares laterais. Em 1354, o bispo também doou à catedral sua biblioteca.
O Bispo Hemming esforçou-se para reformar o clero de sua diocese. Ele reforçou a adesão ao celibato e proibiu os padres de se mudarem para outra diocese sem a permissão do bispo. De seu episcopado, vem a primeira menção de vários padres finlandeses realizando estudos universitários. Em 1352, Hemming emitiu estatutos sinodais, os quais eram, em sua maioria, emprestados de estatutos suecos mais antigos, os quais foram modificados para se adequarem às condições da Diocese. Desenvolveu e aprimorou o sistema de impostos eclesiásticos e fortaleceu a posição do Bispo de Turku. Ele emitiu pessoalmente regulamentos tributários para as diferentes províncias da Finlândia e também solicitou ao rei que os emitisse. Para o episcopado de Turku, Hemming também adquiriu inúmeras fazendas e defendeu os direitos do bispo.
Hemming declarou apoiar a posição do Direito Canônico, segundo a qual as autoridades temporais não tinham poderes para intervir em assuntos eclesiásticos. Em diversas ocasiões, porém, foi forçado a recorrer ao rei em busca de ajuda para resolver disputas relativas a impostos e aos direitos de um bispo. Durante seu episcopado, a Diocese tornou-se cada vez mais alvo das políticas de tributação e nomeações do Papa. Para impedir que o rei se aproveitasse dessa situação, como fazia na Suécia, Hemming negociou um acordo (1352) que delimitava precisamente os direitos de padroado do rei na Finlândia. Em contrapartida, Hemming mantinha boas relações com os arcebispos de Uppsala.
Hemming era próximo da mística sueca Brígida, a qual descreveu o bispo como ousado, ativo e enérgico, mas também como humilde, piedoso e disciplinado. A pedido da futura santa, Hemming viajou para a França, provavelmente em 1348, com Petrus Olavi, o Prior do Mosteiro de Alvastra. Seguindo as mensagens de Brígida, ele tentou convencer o Papa Clemente VI, em Avignon, a retornar a Roma, bem reconciliar Eduardo III de Inglaterra e Filipe VI de França. A viagem de Hemming, no entanto, não trouxe os resultados desejados.
Presumivelmente, o Bispo Hemming compartilhava da visão de Brígida de que era chegado o momento de converter os carélios além da fronteira. Não há, no entanto, indícios de que ele tenha participado ativamente dos planos de cruzada do Rei Magno, que levaram à campanha malsucedida contra a Rússia em 1348-50. O empreendimento incluía um plano para estabelecer uma diocese própria na Carélia, uma ideia que o Bispo Hemming teria dificilmente apoiado. Como resultado da campanha, o rei foi forçado a tomar um empréstimo com os impostos do Papa, e Hemming e os outros bispos suecos tiveram que atuar como fiadores. Hemming foi posteriormente obrigado, sob ameaça de excomunhão, a pagar esse empréstimo, tendo o Papa inclusive confiscado seus bens póstumos.
Na Suécia, uma crise política eclodiu na década de 1350. Ele havia mantido boas relações com Magno IV, mas as relações esfriaram devido às dívidas do rei. Assim, Hemming tentou permanecer neutro nas disputas entre o rei e seus filhos Érico e Haakon. Apesar disso, em 1360, Hemming foi aprisionado por Magno por algum tempo. Hemming foi liberto em 1362, o mais tardar, quando selou uma carta do Rei Haakon concedendo aos representantes da Finlândia o direito de participar da eleição do rei da Suécia. Durante a disputa pelo poder entre Magno e Alberto de Mecklemburgo, o Bispo Hemming inicialmente apoiou Magno, mas passou para o lado de Alberto depois que este consolidou sua posição como rei. Em 1364, Alberto confirmou as prerrogativas do Bispo e da Catedral de Turku.
O Bispo Hemming faleceu em maio de 1366 – segundo algumas fontes, repentinamente. Foi sepultado no coro que havia construído na Catedral de Turku.

### Beatificação

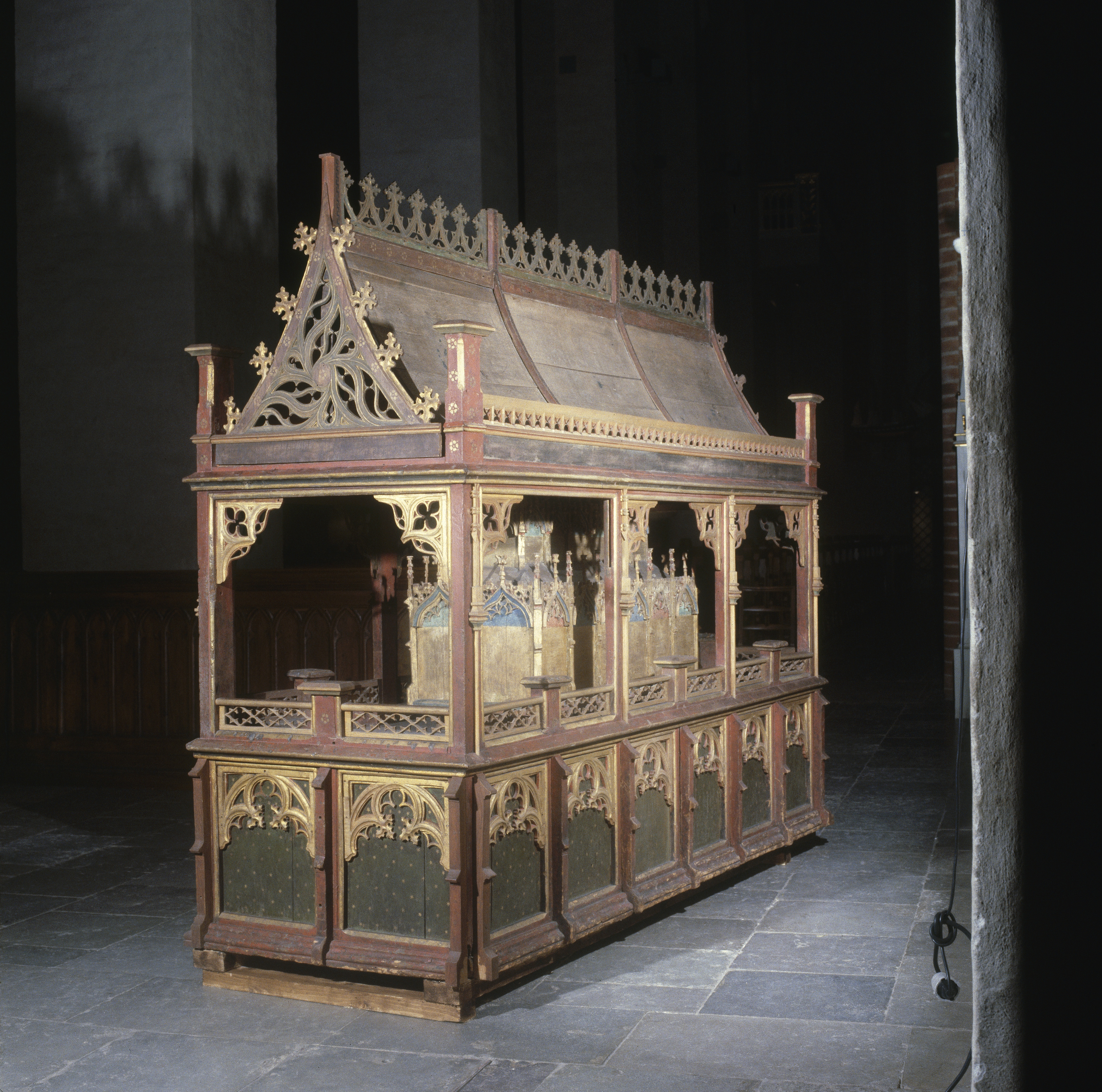
Relicário do Bispo Hemming

Após sua morte, uma aura de santidade começou a se desenvolver, principalmente devido à sua estreita ligação com Santa Brígida. Já em 1416, eventos milagrosos relacionados a Hemming começaram a ser registrados em Turku. Existia um culto popular que afirmava sua santidade, mas aparentemente nenhum pedido de confirmação oficial da santidade de Hemming foi feito ao papa até o final do século XV.
O regente da Suécia, Sten Sture, pediu ao Papa Alexandre VI a canonização de quatro santos nórdicos: Ingrid Elovsdotter; Brinolfo I de Escara; Nils Hermansson; e Hemming de Abo. Em 16 de março de 1499, o papa concedeu permissão para a translação de suas relíquias, legitimando assim sua veneração pública, até que ele próprio pudesse canonizá-los. As translações ocorreram em ocasiões separadas; a transladação das relíquias de Hemming para um relicário em sua catedral só foi realizada em 1514, sob o Papa Leão X, o que é interpretado como data de sua beatificação.

As convulsões políticas e o início da Reforma na Suécia durante a década de 1520 impediram qualquer progresso na canonização desses quatro beatos escandinavos. No entanto, o Martirológio Romano concede a Brynolf Algotsson (6 de fevereiro) e Hemming de Turku (21 de maio) o título de "Santos". O Martirológio usa estas palavras: 
Em Turku, na Finlândia, São Hemming, bispo, que brilhou pelo seu zelo pastoral: renovou a disciplina desta Igreja convocando um sínodo, favoreceu os estudos do clero, deu maior decoro ao culto divino e promoveu a paz entre os povos.
A Catedral de Turku possui um caixão de madeira para restos sagrados, interpretado como o relicário de Hemming, embora também tenha sido sugerido que possa ser o de Santo Henrique. No caixão estão preservadas partes do esqueleto de um homem idoso e de constituição robusta – uma descrição que parece condizer com o Bispo Hemming. Nenhuma igreja na Finlândia possui uma imagem sacra que se saiba com certeza ser de Hemming, mas uma imagem no antigo retábulo da Igreja de Urjala provavelmente o retrata.
O movimento de canonização ganhou força nos tempos modernos. Os documentos sobre o assunto foram perdidos, mas os católicos finlandeses pediram ao Papa Francisco que canonizasse Hemming usando a canonização equipolente.
Hemming continua sendo o patrono de Turku e é o patrono contra o perigo e a doença.